# Barakony (Szlovákia)
Barakony (szlovákul Brakoň) Gány településrésze, korábban önálló falu Szlovákiában, a Nagyszombati kerületben, a Galántai járásban.

## Fekvése
Galántától 5 km-re északra fekszik.

## Története
Vályi András szerint "BARAKONY. Elegyes falu Poson Vármegyében, birtokos Ura Ambró Uraság, lakosai katolikusok, fekszik Galantához közel, mellynek filiája, határja soványas, ’s tsekély vagyonnyai szerént, harmadik Osztálybéli."
Fényes Elek szerint "Barakony, kis magyar-tót falu, Pozsony vgyében, Galanthához 1/2 órányira: 127 kath., 6 evang. lak., szűk de jó határral. F. u. az Ambró örökösök. Ut. p. Szered.
" 
A trianoni békeszerződésig Pozsony vármegye Galántai járásához tartozott.
Az első bécsi döntés értelmében 1938. november 8-án visszakerült Magyarországhoz, de  1939. március 6-án a magyar kormány Barancs, Cseklész, Gány, Mikszáthfalva, Nandrás, Velejte és Zsitvaújfalu társaságában Szlovákiával más községekért elcserélte.

## Népessége
1880-ban 140 lakosából 124 szlovák és 5 magyar anyanyelvű.
1890-ben 185 lakosából 170 szlovák és 6 magyar anyanyelvű.
1900-ban 167 lakosából 145 szlovák és 22 magyar anyanyelvű.
1910-ben 144 lakosából 98 szlovák és 46 magyar anyanyelvű volt.
1921-ben 162 lakosából 148 csehszlovák és 14 magyar.
1930-ban 194 lakosából 180 csehszlovák és 5 magyar.
2001-ben Gánynak 632 lakosából 600 szlovák és 28 magyar volt.